# هراند تادئوسیان (تاتوس)
هراند هوهانسی تادئوسیان (تاتوس) (ارمنی: Հրանտ Հովհաննեսի Թադևոսյան (Թաթոս)؛ زاده ۲۰ آوریل ۱۹۳۸) نقاش اهل ارمنستان است.

## زندگی‌نامه
وی در ۲۰ آوریل ۱۹۳۸ در آروشات در به دنیا آمد و از دانشگاه دولتی علوم پرورشی خاچاطور آبوویان ارمنستان (۱۹۶۵) فارغ‌التحصیل گشت.  وی عضو اتحادیه نقاشان ارمنستان می‌باشد. وی همچنین برنده جوایزی همچون نقاش شایسته جمهوری ارمنستان (۲۰۰۸)، نقاش مردمی جمهوری ارمنستان (۲۰۱۴) و مدال طلای وزارت فرهنگ جمهوری ارمنستان شد.